# Морозов, Александр Николаевич (учёный)
Алекса́ндр Никола́евич Моро́зов (25 июня (8 июля) 1912, Санкт-Петербург, Санкт-Петербургская губерния, Российская империя — 19 мая 2000, Челябинск, Челябинская область, Россия) — советский и российский учёный, доктор технических наук (1951), профессор (1952), основатель и заведующий кафедрой металлургии стали ЧПИ (1952—1958), лауреат Ленинской премии, Заслуженный деятель науки и техники РСФСР.

## Биография
Родился в Санкт-Петербурге в семье профессора Военно-медицинской академии.
В 1930 году поступил в Ленинградский политехнический институт (ЛПИ), после окончания которого с 1935 по 1937 год работал мастером, начальником смены и заместителем начальника цеха Ижорского завода (г. Колпино). В 1937—1941 годах — аспирант ЛПИ.
Участник Великой Отечественной войны: в 1941 году добровольно ушёл на фронт, был ранен, попал в плен, бежал. До окончания войны был бойцом партизанского отряда.
С 1945 по 1952 годы — аспирант, ассистент, доцент ЛПИ. В 1951 году защитил докторскую диссертацию, в 1952 году ему присвоено учёное звание профессора.
В феврале 1952 года переехал по приглашению в Челябинск, преподавал в Челябинский политехнический институт (ЧПИ, затем ЧТПУ, ныне ЮУрГУ), занимая должность заведующего кафедрой металлургии стали, где работал до 1958 года.
В 1958—1989 годах работал в челябинском НИИ металлургии (НИИМ) заместителем директора по научной работе, директором, заведующим отделом, научным консультантом. В 1989 году вернулся в ЧПИ вновь на кафедру металлургии стали. В 1995 ему присвоено звание почётного профессора ЧГТУ.

## Научная деятельность
Один из основателей челябинской научной школы сталеплавильщиков. Сфера научных интересов — исследования растворимости азота и водорода в стали и физико-химических процессов её производства, повышение технико-экономических показателей электросталеплавильного производства, освоение высокомощных дуговых сталеплавильных печей.
Среди его соратников и учеников — профессора: Г. П. Вяткин, Г. Г. Михайлов, Б. Г. Пластинин, Д. Я. Поволоцкий, А. И. Строганов. Опубликовал более 200 научных работ, в том числе 10 монографий.

## Признание и награды
- Лауреат Ленинской премии за разработку и внедрение на НПО «Тулачермет» промышленного комплекса переработки ванадиевых шлаков на базе новой технологии, обеспечивающей высокую степень извлечения ванадия и исключающей загрязнение воздушной и водной сред (1976)[2] (иногда неверно указывают Лауреат Государственной премии СССР 1976 года за эту же работу);
- Орден Трудового Красного Знамени (1958);
- Орден Красной Звезды (1958);
- Орден «Знак Почёта» (1971);
- Орден Отечественной войны II степени (1985);
- Медали;
- Заслуженный деятель науки Российской Федерации;
- Почётный профессор Челябинского государственного технического университета (1995)[1][2].